# Colias staudingeri
Colias staudingeri é uma borboleta da família Pieridae. Ela é encontrada no Turcomenistão, Tadjiquistão e Uzbequistão. O habitat natural desta borboleta localiza-se em prados alpinos, entre as altitudes de 2000 e de 3900 metros.
Os adultos voam durante junho e julho.

## Subespécies
- C. s. staudingeri
- C. s. emivittata Verity, 1911
- C. s. maureri Staudinger, 1901
- C. s. pamira Grum-Grshimailo, 1890
- C. s. leechi Grum-Grshimailo, 1893